# Wanagiri (Selemadeg)
Wanagiri is een bestuurslaag in het regentschap Tabanan van de provincie Bali, Indonesië. Wanagiri telt 2093 inwoners (volkstelling 2010).